# Guillaume Gouffier de Bonnivet

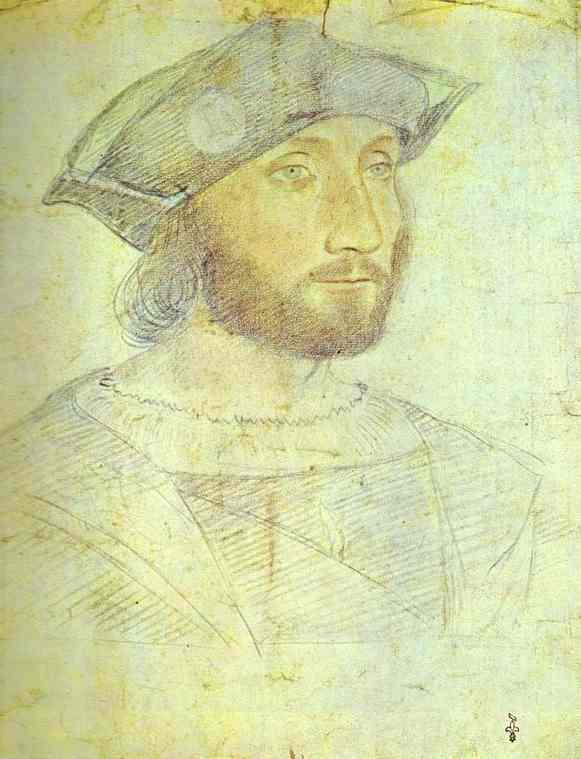
Guillaume Gouffier de Bonnivet

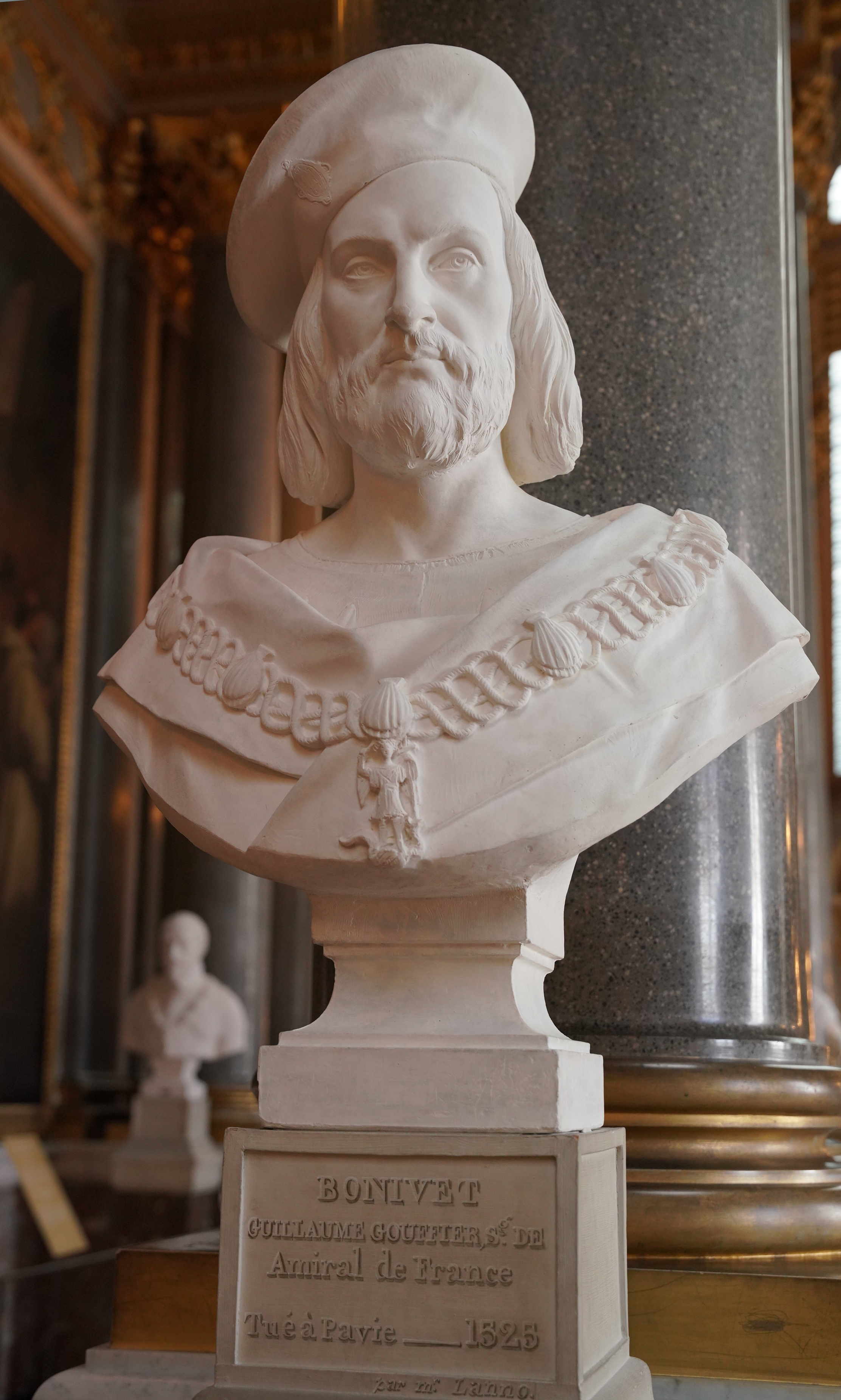
Büste in der Schlachtengalerie des Schloss Versailles

Guillaume Gouffier de Bonnivet (* um 1482; † 24. Februar 1525 in der Schlacht bei Pavia) war ein Günstling von Franz I. und Admiral von Frankreich. Er spielte eine bedeutende Rolle als Diplomat und als Befehlshaber in den italienischen Kriegen.

## Familie
Er war ein Sohn von Guillaume Gouffier, Herr von Boisy. Der Vater war Kronbeamter. Einer der Brüder war Artus Gouffier de Boisy. Nach dem Tod des Vaters bekam er die Herrschaft Bonnivet, nach der er benannt wurde. In erster Ehe war er mit Bonaventure du Puy du Fou verheiratet. Der aus der Ehe hervorgegangene Sohn Ludwig starb 1527 während des Feldzuges nach Neapel. Im Jahr 1516 heiratete er Louise de Crèvecœur. Aus der Ehe gingen drei Söhne hervor, die alle den Namen Franz trugen. Franz III. wurde Bischof von Béziers und wurde 1548 nach seiner Resignation getötet, Franz I. wurde Soldat und starb unverheiratet 1556 bei einer Belagerung. Auch Franz II. war Soldat, setzte die Linie fort und starb 1594.

## Leben
Er wurde zusammen mit dem späteren König Franz I. erzogen und hatte auch später einen großen Einfluss auf diesen. Er nahm unter Ludwig XII. 1509 an der Belagerung von Genua und 1513 an der Schlacht bei Guinegate teil. Wie sein Bruder kämpfte er auch in der Schlacht bei Marignano im Jahr 1515.
Im Jahr 1517 wurde er von Franz I. zum Admiral von Frankreich ernannt. Dies war eines der Großämter der Krone Frankreichs. Es war weniger von praktisch militärischer Bedeutung, sondern mehr ein politisch bedeutendes Hofamt. Nach dem Tod Maximilians I. im Jahr 1519 war er an einer Gesandtschaft beteiligt, mit dem Auftrag dem französischen König die Kaiserkrone zu sichern. Trotz Einsatzes großer finanzieller Mittel scheiterte diese Mission. Stattdessen wurde Karl I. von Spanien als Karl V. zum Kaiser gewählt.
Bonnivet wurde daraufhin nach England entsandt, um das Bündnis mit Heinrich VIII. zu festigen. Infolge dieser Verhandlungen kam Tournay an Frankreich zurück. Er wurde als Nachfolger seines verstorbenen Bruders 1519 zum Gouverneur der Dauphiné ernannt. Als sich ein Jahr später Franz I. und Heinrich VIII. trafen, spielte er eine wichtige Rolle bei den Verhandlungen.
Obwohl ohne nennenswerte militärische Kommandoerfahrung erhielt er 1521 das Kommando über die Truppen von Navarra an der Pyrenäengrenze. Zeitweise bedrohte er Pamplona, ging danach aber wieder über die Berge zurück und belagerte erfolgreich Hondarribia. Durch spanische Angriffe entmutigt, zog sich Bonnivet unter Zurücklassung einer starken Besatzung zurück.
Er wurde in diesem Jahr zum Statthalter von Guyenne ernannt. Am Hof gehörte er zur Partei um die Mutter des Königs Luise von Savoyen und wurde Gegner des Connetable Charles III. de Bourbon-Montpensier. Er hat wohl zu dessen Seitenwechsel auf die kaiserliche Seite ungewollt beigetragen.
Bonnivet erhielt das Oberkommando über die Armee, die für die Zurückeroberung der Lombardei gedacht war. Das Heer wurde bei Vercelli zusammengezogen. Am Tag als die Franzosen angriffen, starb Hadrian VI. Dadurch wurde die kaiserliche Seite geschwächt, aber die Situation wurde von Bonnivet nicht konsequent genutzt. Der kaiserliche Oberkommandierende Prospero Colona, war nur schlecht auf einen Angriff vorbereitet. Einen Teil der Truppen hatte er entlassen müssen und die Befestigungen von Mailand waren noch nicht vollendet. Die Hoffnung, die Franzosen aufhalten zu können, scheiterte und Colona musste sich nach Mailand zurückziehen, nachdem er zuvor Pavia gesichert hatte. Es dauerte einige Tage, ehe Bonnivet dem Gegner folgte. Inzwischen haben die Kaiserlichen die Truppen in Mailand verstärken können, so dass ein Angriff ausgeschlossen war. Der Versuch die Stadt abzuschneiden, scheiterte und schließlich fand sich Bonnivet in der Defensive wieder. Der eigene Nachschub war gefährdet und die Verluste durch kleine Gefechte waren bedeutend. Schließlich mussten die Franzosen sich zurückziehen. Der Versuch einen Waffenstillstand abzuschließen scheiterte. Im März 1524 bedrängten die Kaiserlichen die Franzosen in kleinen Angriffen. Der Versuch Bonnivet sie zu einer Schlacht zu zwingen scheiterte. Er musste sich nach Novara zurückziehen, wo er Verstärkungen erwartete. Die Gegner waren in der Folge erfolgreicher und die Franzosen wurden durch Seuchen und durch Desertationen geschwächt. Im Mai mussten die Franzosen Novara räumen. Bei den folgenden Manövern wurde Bonnivet in einem Gefecht durch eine Kugel verwundet und musste das Kommando abgeben. Die Franzosen zogen sich zur Grenze zurück. Novara, Alessandria und Lodi gingen verloren.
Im Juli 1524 drang Charles de Bourbon an der Spitze kaiserlicher Truppen in der Provence ein und belagerte vergeblich Marseille. Franz I. zog starke Truppen zusammen und ging Ende 1524 erneut zum Gegenangriff über. Bonnivet war einer der führenden Kommandeure. Anfangs verlief der Feldzug erfolgreich und die Franzosen nahmen Mailand ein. Möglicherweise hat er dazu beigetragen, dass der König Pavia belagerte. In der verlorenen Schlacht bei Pavia wurde Bonnivet getötet.
Er liebte die Prachtentfaltung, war ein ansehnlicher Mann und hatte zahlreiche Affären. Die Schwester des Königs Margarete von Navarra hat ihm möglicherweise in ihrem Heptaméron geschildert als er sich ihr in sexueller Absicht näherte. Er soll auch Rivale des Königs um die Gunst der Françoise de Foix gewesen sein.
Im Poitou ließ er zwischen 1516 und 1525 das heute nicht mehr vorhandene Schloss Bonnivet im Stil der Renaissance errichten. Als königlicher Günstling aufgestiegen, wollte er sich mit der übersteigerten Monumentalität des Baus ein Denkmal setzen.